# Маун Ае
Вице-старший генерал Маун Ае (бирм. မောင်အေး, бирманское произношение: [màuɴ ʔé], Маун Э), родился 25 декабря 1937 в Канбалу, Сикайн, Мьянма) — заместитель председателя Государственного совета мира и развития (ГСМР), военной хунты Мьянмы с 1992 года по 2011.

## Карьера
Маун Ае закончил Военную академию в Мемьо со степенью бакалавра в 1959 году. В 1968 году он стал командующим северо-восточного региона. В 1988 году он стал командиром Восточного региона. Два года спустя он был повышен до звания генерал-майора. В 1992 году Маун назначен главнокомандующим армии. В 1993 году ему присвоено звание генерал-лейтенант и заместитель командующего министра обороны. В 1994 году он был назначен заместителем Председателя ГСВП и теперь имеет ту же позицию в ГСМР.

## Личная жизнь
Женат на Мьа Мьа Сан, имеет дочь по имени Нанда Э, которая состоит в браке с сыном влиятельного бизнесмена Аун Тауна.